# Кантон (Караидельский район)
Кантон (баш. Кантон) — деревня в Караидельском районе Республики Башкортостан Российской Федерации. Входит в состав Новобердяшского сельсовета.

## География

### Географическое положение
Находится на левом берегу реки Юрюзани.
Расстояние до:
- районного центра (Караидель): 36 км,
- центра сельсовета (Новый Бердяш): 2 км,
- ближайшей ж/д станции (Щучье Озеро): 110 км.

## Население
| 2002 | 2009 | 2010 |
| ---- | ---- | ---- |
| 149  | ↘140 | ↗151 |

Национальный состав

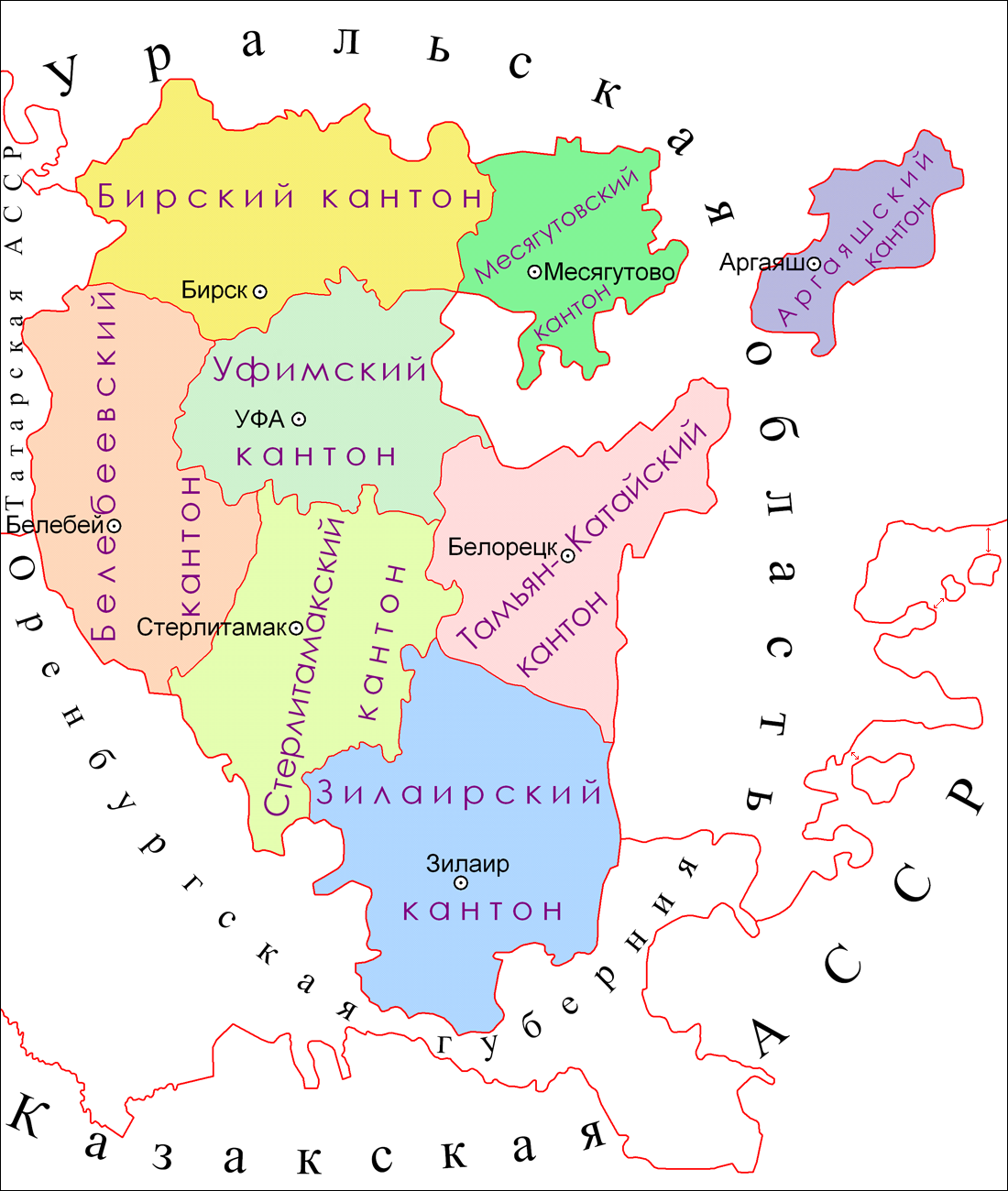

Согласно переписи 2002 года, преобладающая национальность — башкиры (99 %).